# Евар Інгі Йоуганнессон
Евар Інгі Йоуганнессон (нар. 31 січня 1995, Акурейрі, Ісландія) — ісландський футболіст, півзахисник та нападник «Стьярнан».

## Клубна кар'єра
Вихованець клубу «Акурейрі», у футболці якого й дебютував у дорослому футболі. У складі клубу провів 5 сезонів. Напередодні старту сезону 2016 року перебрався до «Стьярнана».

## Кар'єра в збірній
Виступав за юнацькі збірні Ісландії різних вікових категорій. З 2015 по 2016 рік провів 8 поєдинків за молодіжну збірну країни.
Вперше у футболці національної збірної Ісландії вийшов на поле 31 січня 2016 року в товариському матчі проти збірної США. Цей поєдинок так і залишився для Евара єдиним у національній команді.

## Статистика виступів

### Клубна
Станом на 1 січня 2016
| Сезон             | Клуб              | Дивізіон          | Ліга  | Ліга | Кубок | Кубок | Загалом | Загалом |
| Сезон             | Клуб              | Дивізіон          | Матчі | Голи | Матчі | Голи  | Матчі   | Голи    |
| ----------------- | ----------------- | ----------------- | ----- | ---- | ----- | ----- | ------- | ------- |
| 2011              | «Акурейрі»        | Перший дивізіон   | 2     | 0    | 0     | 0     | 2       | 0       |
| 2012              | «Акурейрі»        | Перший дивізіон   | 17    | 3    | 2     | 0     | 19      | 3       |
| 2013              | «Акурейрі»        | Перший дивізіон   | 17    | 4    | 1     | 0     | 18      | 4       |
| 2014              | «Акурейрі»        | Перший дивізіон   | 21    | 6    | 1     | 3     | 22      | 9       |
| 2015              | «Акурейрі»        | Перший дивізіон   | 19    | 9    | 4     | 3     | 23      | 12      |
| Загалом           | Загалом           | Загалом           | 76    | 22   | 8     | 6     | 84      | 28      |
| 2016              | «Стьярнан»        | Урвалсдейлд       | 21    | 3    | 2     | 0     | 23      | 3       |
| Усього за кар'єру | Усього за кар'єру | Усього за кар'єру | 92    | 23   | 10    | 6     | 107     | 31      |